# PlayStation Portable 3000
Playstation Portable 3000, denominata PlayStation Portable Brite è la terza versione di PlayStation Portable prodotta da Sony Interactive Entertainment, ed è il secondo restyling della console originale.

## Modifiche al sistema
Rispetto alla Playstation Portable Slim & Lite, la PSP-3000 ha un migliore schermo LCD grazie alla maggiore gamma di colori, il rapporto di contrasto cinque volte maggiore, la metà del tempo di risposta dei pixel per ridurre la sfocatura delle immagini, una nuova struttura sub-pixel e una tecnologia che evita i riflessi di luce per migliorare la giocabilità all'aperto. Lo schermo montato è più recente rispetto a quello utilizzato per PSP-2000. Inizialmente, furono lamentate una riduzione della durata della batteria della console di circa 20 minuti. Tuttavia il direttore di marketing SCEA John Koller ha rilasciato una dichiarazione dove spiega che lo schermo della nuova PSP comporta un leggero aumento dei consumi aggiungendo che gli ingegneri hanno lavorato per un miglior bilanciamento energetico riducendo il consumo globale del sistema.
Il sistema è provvisto di un microfono integrato, il cui obiettivo è quello di trasformare la PSP in "un valido dispositivo di comunicazione", secondo le parole del capo della Sony Europe David Reeves. Attualmente, il microfono fa uso del servizio "Builtin Skype Wi-Fi Internet Phone", che è stato aggiunto tramite gli aggiornamenti del firmware nel gennaio 2008. I giochi per PSP sono giocabili su TV attraverso un cavo video interlacciato composto (non a scansione progressiva). La forma dei tasti "Select", "Start" e "Home" è cambiata da quella di un semi-cerchio ad una ellisse e nel tasto "Home" è scomparsa la scritta per fare posto al logo PS, come sul Dualshock 3 della PS3.

## Commercializzazione
La PSP-3000 è uscita il 14 ottobre 2008 negli Stati Uniti, il 17 in Europa e il 23 in Australia.
Il pacchetto da 169,99 $(169,99 euro in Europa con gioco) doveva essere l'unico modo per ottenere la versione nera. Dato il successo del pacchetto, Sony lo abbandonò e distribuì un nuovo pacchetto per avere la versione Nero Lucido, commercializzata a dicembre 2008.
Il pacchetto della versione Mystic Silver comprende un coupon per scaricare Echochrome, mentre il pacchetto per la versione Nero Lucido include un buono per scaricare Everyday Shooter. Negli Stati Uniti è disponibile, per entrambe le versioni, anche un altro pacchetto che include il film UMD National Treasure 2: Book of Secrets e una Memory Stick Pro Duo da 1GB.
Il 27 ottobre 2008 John Koller, direttore marketing di hardware per SCEA ha annunciato sul PlayStation Blog il pacchetto Ratchet & Clank con una PSP-3000 Nero Lucido e l'annullamento del PSP Entertainment Pack con 4 GB di memoria precedentemente annunciato. Il nuovo bundle Nero Lucido include il gioco stesso e un film UMD con un Memory Stick Pro Duo da 1GB.
Un nuovo colore per la PSP-3000 è stato annunciato il 25 febbraio 2009, disponibile in Europa è Nord-America: si tratta del lilla che vedrà la luce in un bundle in onore della serie di Hannah Montana.
Il suddetto bundle  contiene una PSP color lilla, il gioco Hannah Montana, una memory stick da 2 GB, un UMD video di Hannah Montana, dove ci sono i migliori episodi e degli adesivi.
In Europa la console è disponibile in otto diversi bundle.
Per l'Europa era disponibile in data 26 giugno 2009 il bundle composto da una PSP-3000 Mystic Silver con l'UMD Monster Hunter Freedom Unite, una custodia per la PSP, una skin adesiva, un portachiavi ed un panno per pulire lo schermo, tutto firmato Monster Hunter. Il prezzo  aggirava intorno ai 190€.
In Nuova Zelanda è stata lanciata il 17 ottobre 2008.
La PSP-3000 è stata distribuita il 16 ottobre 2008 in Giappone. Nei suoi primi quattro giorni in vendita, la PSP-3000 ha venduto 141.270 unità in Giappone, secondo Famitsū. In ottobre 2008, la PSP-3000 ha venduto 267.000 unità in Giappone. Sono stati pubblicati inoltre due bundle: Mobile Suit Gundam: Gundam vs Gundam il 20 novembre 2008 e Patapon 2 Donchaka il giorno 27 novembre 2008. Le versioni Bianca e Argento hanno una nuova cover liscia, mentre la Nera ha la cover lucida.

## Problemi dello schermo LCD
Poco dopo il lancio della PSP-3000 è emerso che il nuovo schermo mostra visibili linee scure, simili alle tradizionali linee di scansione.
È stato dimostrato che lo schermo possiede una nuova struttura sub-pixel, che si pensa sia il principale fattore che contribuisce all'aspetto dello schermo. L'esatta causa dello stile dell'interlacciato non è nota, ma è stato confermato dalla SCEI come una caratteristica intrinseca del nuovo pannello LCD. Il 21 ottobre 2008 la SCEA ha rilasciato la seguente dichiarazione in merito alla questione:
"In alcune occasioni, le linee di scansione possono essere visualizzate su scene in cui la luminosità cambia drasticamente, a causa delle caratteristiche hardware del nuovo schermo LCD sulla PSP-3000. Essa offre colori più naturali ed elastici, ma le linee di scansione compaiono perché i tempi di risposta sono stati migliorati. Dal momento che questo è dovuto alle specifiche dell'hardware, non sono previsti sistemi di aggiornamento software in merito a tale questione."